# Erin Nayler
Erin Nicole Nayler (Auckland, 17 aprile 1992) è una calciatrice neozelandese, portiere della nazionale neozelandese.

## Carriera

### Club
Il 31 agosto 2023, Nayler viene ingaggiata a titolo definitivo dal Bayern Monaco, nella Frauen-Bundesliga, con cui firma un contratto annuale.

### Nazionale
Nell'estate 2010 Nayler viene convocata dalla Federcalcio neozelandese (NZF) per vestire la maglia della formazione Under-20 impegnata al Mondiale di Germania 2010. Impiegata dal CT Tony Readings in tutti i tre incontri del gruppo B disputati dalla sua nazionale, causa le tre sconfitte condivide con le compagne l'eliminazione della Nuova Zelanda già alla fase a gironi. L'esperienza Mondiale con la U-20 si ripete due anni più tardi, convocata dal tecnico Aaron McFarland per l'edizione di Giappone 2012. La Nuova Zelanda, inserita nel gruppo A, si rivela più competitiva della precedente edizione, riuscendo a superare per 2-1 la Svizzera nel primo incontro, pareggiando per 2-2 il successivo con il Giappone ma la sconfitta per 4-0 con il Messico le causa l'eliminazione dal torneo. Anche in questo caso Nayler scende in campo da titolare e gioca tutti i tre incontri della fase a gironi.
Nel frattempo avviene la sua convocazione nella nazionale maggiore, inserita in rosa dal CT John Herdman nella formazione che affronta il Mondiale di Germania 2011 come vice dell'esperta Jenny Bindon, tuttavia Herdman preferisce utilizzare quest'ultima in tutti i tre incontri disputati dalla Nuova Zelanda prima della sua eliminazione dal torneo.

## Palmarès

### Club
- Campionato tedesco: 1

Bayern Monaco: 2023-2024

### Nazionale
- Coppa delle nazioni oceaniane femminile: 2

2014, 2018